# 伊莫金 (愛荷華州)
伊莫金（英語：Imogene）是一個位於美國愛荷華州弗里蒙特縣的城市。

## 地理
伊莫金的座標為40°52′43″N 95°25′40″W / 40.87861°N 95.42778°W，而該地的平均海拔高度為335米（即1099英尺）。

## 人口
根據2010年美國人口普查的數據，伊莫金的面積為0.52平方千米，當中陸地面積為0.52平方千米，而水域面積為0.00平方千米。當地共有人口72人，而人口密度為每平方千米138人。